# Grafton (Herefordshire)
Grafton – wieś w Anglii, w hrabstwie Herefordshire. Leży 4 km na południowy zachód od miasta Hereford i 189 km na zachód od Londynu.